# Eviota prasites
Eviota prasites és una espècie de peix de la família dels gòbids i de l'ordre dels perciformes.

## Morfologia
Els mascles poden assolir els 3 cm de longitud total.

## Distribució geogràfica
Es troba des de les Moluques fins a Samoa i Nova Caledònia. També és present al Japó i a Yap (Micronèsia).